# David Frölund
David Marek Frölund (født 4. juni 1979 i Göteborg, Sverige) er en svensk tidligere fodboldspiller (højre back).
Frölund tilbragte hele sin karriere i hjemlandet, hvor han repræsenterede Göteborg-klubberne Örgryte og Häcken, samt Ljungskile. Han vandt Svenska Cupen med Örgryte i 2000. Han spillede desuden én kamp for Sveriges landshold, en træningskamp mod Sydkorea i februar 2003.

## Titler
Svenska Cupen
- 2000 med Örgryte